# Fath al-Din Ibn Sayyid al-Nas
Muhammad bin Muhammad al-Ya'mari, mieux connu sous le nom de Fatḥ al-Dīn Ibn Sayyid al-Nās, est un théologien égyptien zahiri médiéval spécialisé dans le domaine des hadiths. Il naît en 1272 au  Caire et meurt dans cette même ville en 1334. Il est notamment connu pour sa Sîra.

## Biographie
Bien qu'Ibn Sayyid al-Nas soit lui-même égyptien, il descend d'une famille andalouse musulmane de Séville. La famille fuit en raison de l'hostilité des chrétiens, qui prennent finalement la ville en 1248. Son grand-père Abu Bakr Muhammad bin Ahmad est né en 1200 et s'installe à Tunis, où le père d'Ibn Sayyid al-Nas est né en octobre 1247. Son grand-père est mort en 1261.
Il assiste dans son enfance aux haraqa (cercle visant à enseigner les sciences religieuses) tenus par Šams al-Dīn Abū ‘Abdallāh Muḥammad b. Ibrāhīm b. ‘Abd al-Wāḥid al-Maqdisī. Dans sa jeunesse, il entreprent, afin de renforcer son savoir, une série de voyages au Cham et au Hijaz.
Ibn Sayyid al-Nas meurt en 1334, correspondant à l'année 734 dans le calendrier hégérien. Il est enterré non loin de la tombe d'Ahmad Ibn 'Ata Allah.

## Travaux
Sayyid al-Nas est un érudit de l'école Zahiri de l'islam sunnite.
La sîra d'Ibn Sayyid al-Nas est une référence en la matière, Certaines des isnads, ou chaînes de narration établissant l’historicité des faits affirmés, sont uniques ; Ibn Hisham, sans doute le biographe classique le plus respecté, inclut des événements dans sa version de la sîra dont les chaînes de narration ne sont disponibles que dans l'œuvre d'Ibn Sayyid al-Nas. Ce dernier est également, en son temps, comme l’un des plus grands compositeurs de poésie du Caire faisant l’éloge de Mahomet. Ibn Sayyid al-Nas et Abu Hayyan al-Gharnati sont souvent les « juges » qui président les concours poétiques sous le règne du sultan mamelouk Al-Nasir Muhammad. Slimane ben Mohammed, le sultan du Maroc au début des années 1800 limite considérablement le matériel de lecture acceptable dans son sultanat, désigne la biographie prophétique d'Ibn Sayyid al-Nas comme l'un des deux seuls ouvrages approuvés.
Ibn Sayyid al-Nas est respecté parmi les cercles de hadiths pour ses transmissions du Sahih al-Bukhari, le recueil le plus important de tradition prophétique de l'islam sunnite. En ce qui concerne le raid largement rapporté de Hudhayl, la transmission d'Ibn Sayyid al-Nas est presque identique aux récits de Muhammad al-Bukhari lui-même, à l'exception de sept petites différences, six erreurs de copiste et une différence dans un seul mot.